# 芒角咀

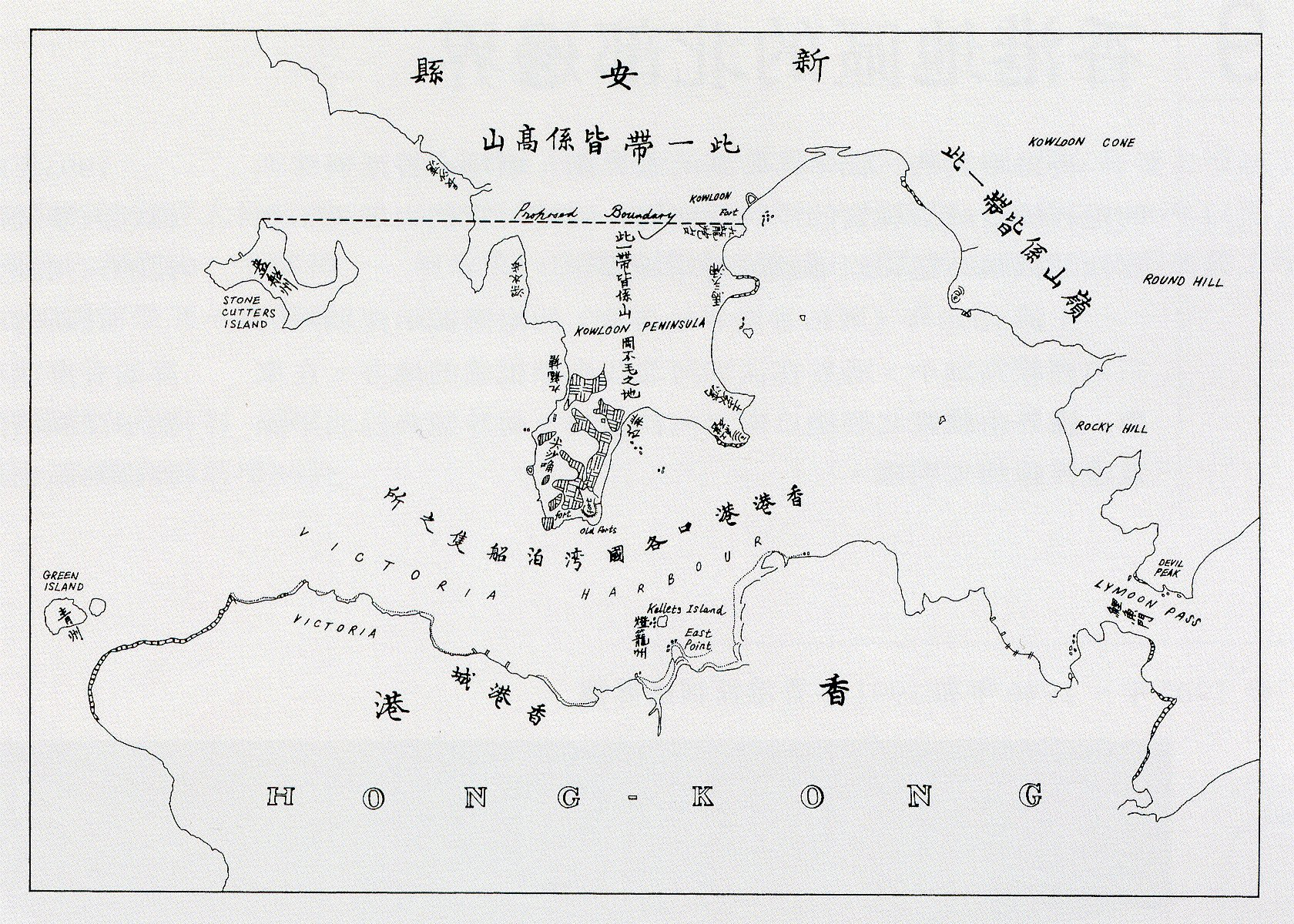
《北京條約》割讓予英國的九龍半島，邊界（即今界限街）左方以南，呈直角突出之海角就是芒角咀

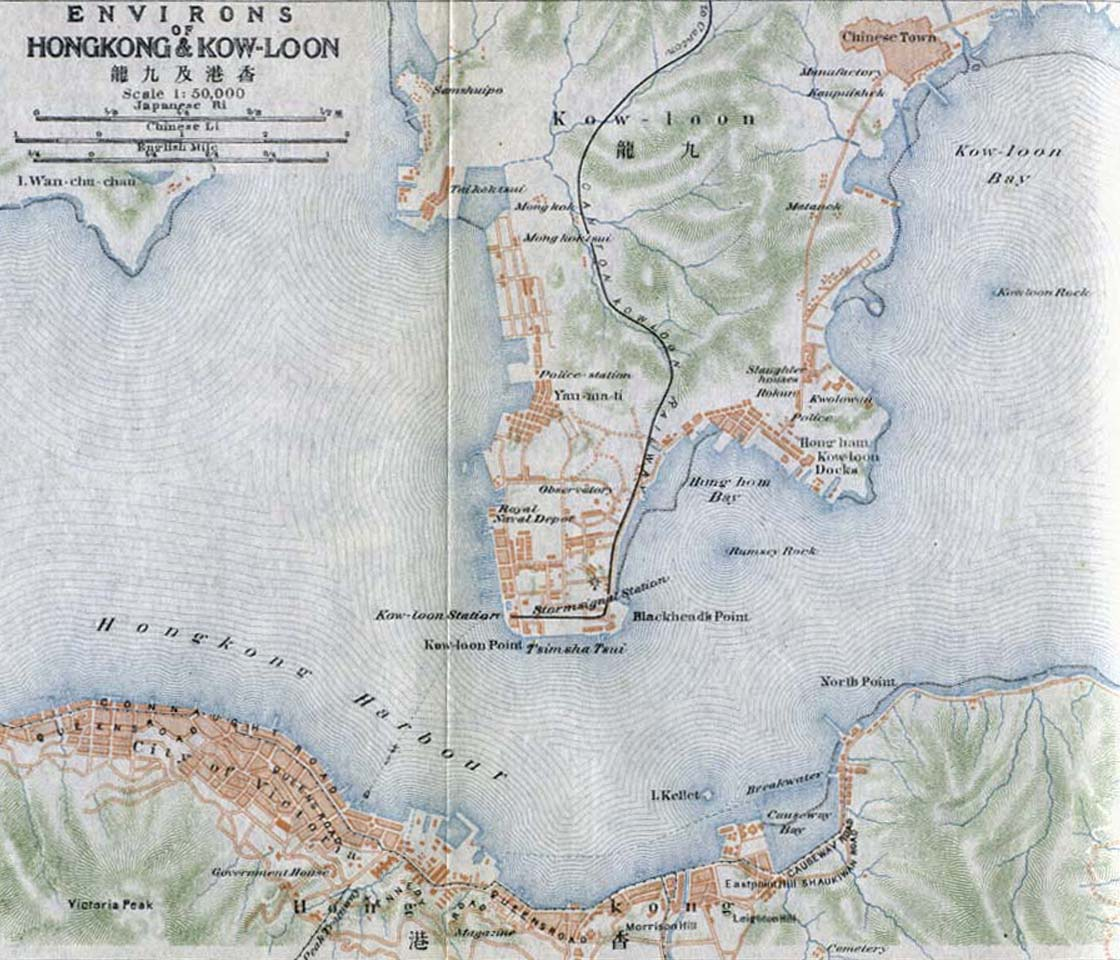
1915年九龍地圖，有以英文標示芒角咀（Mong Kok Tsui），位於九龍西芒角（Mong Kok）的南面

芒角咀，又稱望角咀、旺角咀（「咀」通「嘴」），是香港已消失的海角，位於今日九龍旺角西部。

## 歷史
芒角咀原是芒角對開的海角，與大角咀相隔一個淺灣，即為原九龍塘。芒角咀北起今日旺角水渠街的出海口，南至登打士街附近，沿海傍有一條望角咀村。1860年，清朝割讓九龍予英國並納入英屬香港，九龍半島一帶陸續作城市化發展。19世紀末，政府於芒角咀對出海面於填海，新填海區續以望角咀命名，至1900年代已發展成住宅區，發展時間較旺角更早。1911年，望角咀村有華人人口11,050人，而旺角只有470人。
1920年代，旺角剩餘部份作城市化發展，自此旺角咀納入為旺角一部份，成為一個已消失地名。隨著九龍發展，芒角咀被多次填海，該處已與海岸線有一大段距離。

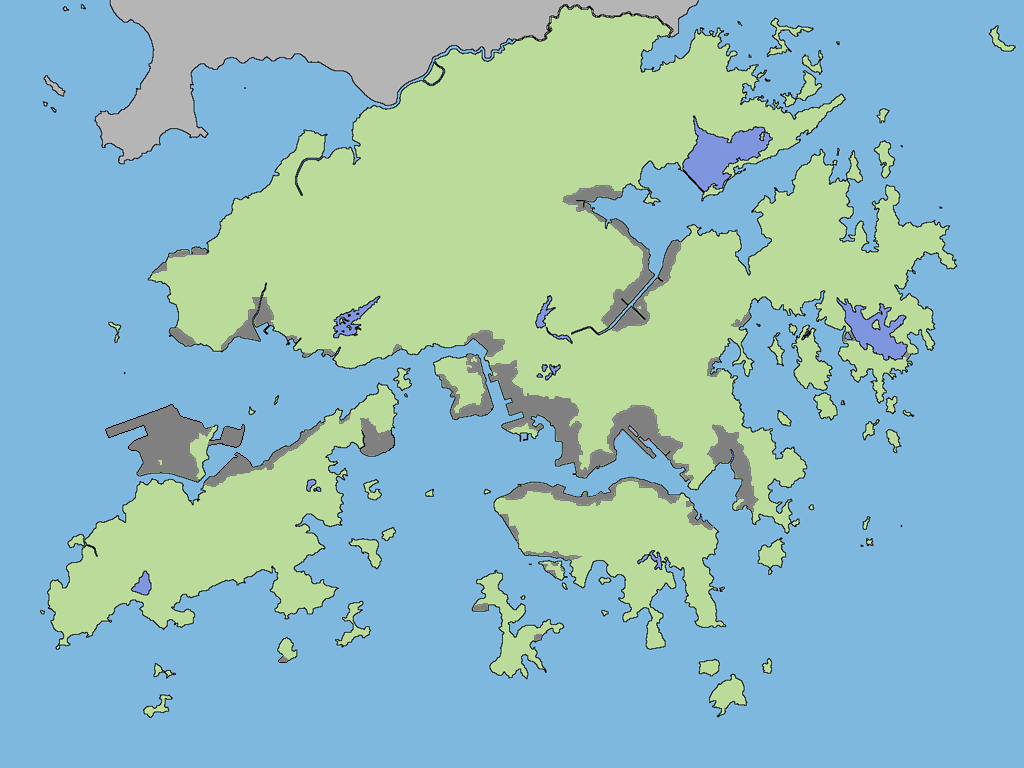
香港填海地圖：整個九龍海岸都曾進行填海工程，包括半島西面的芒角咀

## 地標
- 芒角咀街市：已更名為旺角街市
- 旺角咀碼頭
- 旺角咀避風塘
- 旺角咀警局